# August Friedrich Thienemann
Pour les articles homonymes, voir Thienemann.
August Friedrich Thienemann est un zoologiste et un écologue, né le 7 septembre 1882 à Gotha et mort le 22 avril 1960 à Plön.

## Biographie
Ses travaux portent sur la biologie et l'écologie des eaux douces ; on le considère comme le fondateur de la limnologie (il redéfinit complètement le terme « limnologie » avec la publication de son manuel en 1925 pour remplacer la précédente définition de François-Alphonse FOREL créée en 1892).
De 1901 à 1905, Thienemann étudie les sciences naturelles et la philosophie dans les universités de Greifswald, d'Innsbruck et d'Heidelberg. Il achève ces études sous la direction du professeur Lauterborn. Sa thèse porte sur les pupes de trichoptères. Il participe à la création de la revue Archiv für Hydrobiologie en 1906.
À partir de 1907, Thienemann dirige le département de la pêche et des questions relatives aux eaux douces à l'institut zoologique de l'université de Münster. En 1917, il devient le directeur de l'Hydrobiologischen Anstalt de Plön, qui est chargé de l'étude des milieux d'eaux douces. Il travaillera quarante ans dans cet institut, plus tard rebaptisé Institut Max-Planck de limnologie.
Il a écrit, au cours de ses 57 ans de carrière plus de 460 publications, dont d'importantes monographies sur les chironomides et des études de limnologie comparative.
Il organise dès 1909 les biotopes dans des systèmes hiérarchiques et publie dès 1914 des études sur les interactions entre les différentes communautés d'êtres vivants et les conditions environnementales. Il anticipe en cela le concept d'écosystème. En 1918, il établit qu'une plus grande diversité d'habitat conduit à une plus grande richesse en matière de biodiversité. Il montre aussi que des habitats perturbés abritent une biodiversité réduite sélectionnant les espèces survivantes.
En 1926, il établit les bases des cycles trophiques entre les organismes producteurs, les consommateurs et les décomposeurs. Il milite activement pour que la question de la qualité des eaux et de la protection des habitats aquatiques soient prises en compte.